# Symphlebia indistincta
Symphlebia indistincta là một loài bướm đêm thuộc phân họ Arctiinae, họ Erebidae.